# Последний общий предок животных

Филогенетическое древо животных

Последний общий предок животных (или урметазоя (от нем. Ur — исходный и от др.-греч. μετα-ζωα — многоклеточные животные)) — гипотетический организм, от которого произошли все представители царства животные. Этот организм был схож с воротничковыми жгутиконосцами (хоанофлагеллатами) и обитал в воде, но больше сказать про него ничего нельзя. Выдвинуты разные гипотезы касаемо строения и происхождения этого организма.

## Колониальная теория

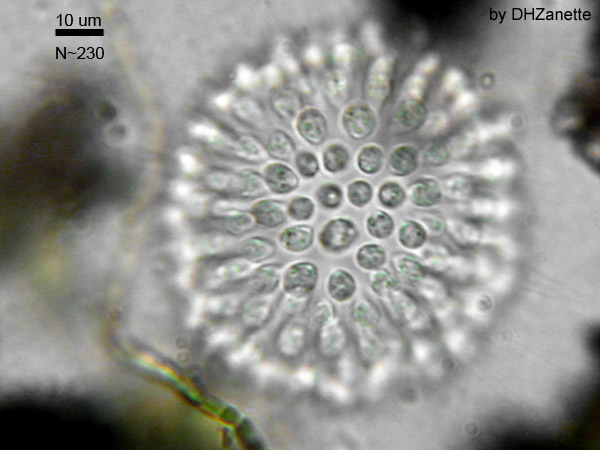
Хоанофлагеллаты обладают способностью создавать колонии, что могло стать причиной возникновения животных

Большинство учёных считают, что животные произошли от хоанофлагеллатов — колониальных одноклеточных организмов, которые являются ближайшими родственниками животных и помещаются с ними в группу Choanozoa. Одно из главных доказательств этой теории — строение клеток хоаноцитов у губок, очень схожее со строением хоанофлагеллатов.
Считается что переход от колоний хоанофлагеллатов к первым многоклеточным организмам произошёл около 800 миллионов лет назад, в неопротерозое. У них появились молекулы клеточной адгезии, системы иммунных комплексов и апоптоз. По мнению Нильсена (2008), первые многоклеточные предки животных должны были быть схожими с бластулой, этот гипотетический организм он назвал «хоанобластея» (иногда термин употребляется как синоним царства животных).

## Иные гипотезы
Иные гипотезы строения урметазои вращаются вокруг эмбриогенеза базальных животных, поскольку большинство личинок планул у книдарий (гипотеза планулы), личинок губок или простая конфигурация пластинчатых (гипотеза плакулы) напоминают о возможной колониальной организации жгутиконосцев. клетки, которые могли дать исходную конфигурацию урметазои. В настоящее время ведутся споры о том, была ли урметазоя похожа на гребневика, на губку или на пластинчатых. Частично эта проблема связана с появлением новых технологий молекулярного анализа, которые указывают на то, что губки являются парафилетическими, то есть они не являются базальными в филогенетическом дереве, как считалось ранее. 

### Гипотеза гастреи
Эрнст Геккель в 1866 году выдвинул гипотезу, согласно которой, первичный многоклеточный организм мог возникнуть в процессе деления клетки, во время которого имело место нерасхождение дочерних клеток, образовавшихся в результате многократного деления одноклеточного животного, возможно простейшего. Далее в скоплениях таких клеток появились анатомические и функциональные различия, которые привели к дальнейшей специализации. Таким образом мог образоваться многоклеточный организм с некоторым разделением функций клеток: одни клетки отвечали за движение, другие за питание и пищеварение. По сути, это был прообраз первых кишечнополостных животных. Этот многоклеточный организм Геккель назвал гастреей, по аналогии с гаструлой — ранней стадией эмбрионального развития животных. 

### Гипотеза плакулы
Предложенная Отто Бючли гипотеза плакулы представляет собой модифицированную версию гастреи Хеккеля, в которой урметазоя вместо полой сферы представляет собой двухслойный диск, очень похожий на анатомию плакозоа, который, загибаясь назад вокруг своей центральной точки, образует внутреннюю полость или архентерон.

### Гипотеза билатерогастреи
Гипотеза Гёста Ягерстена очень похожа на гипотезу плакулы, за исключением того, что эмбриональный диск, вместо того чтобы изгибаться вокруг центральной точки, изгибается вокруг центральной линии, повторяющей часть продольной оси. Таким образом, общий предок всех животных, согласно гипотезе, был двусторонне-симметричным, а некоторые животные приобрели радиальную симметрию позднее.

### Гипотеза фагоцителлы
Русский учёный Илья Мечников заметил, что в эмбриогенезе базальных животных не наблюдается гаструляции путем инвагинации (впячивания внутрь). Мечников, одним из первых предложивший колониальную теорию, наблюдая миграции клеток в желатиновом матриксе протероспонгии, предположил, что урметазоя представляет собой полую сферу, клетки в которой перемещаются от внешних стенок к внутренним в хаотичном порядке. Мечников назвал ее «паренхима», но в 1886 году изменил название на «фагоцителла».

### Гипотеза планулы
По мнению Рэя Ланкестера, урметазоя может быть чем-то вроде планулы у стрекающих, то есть полым шаром, который, имея гаструляцию путем ингрессии или расслоения, достигает половой зрелости без превращения в другие жизненные стадии.

Пять различных гипотез о строении последнего общего предка животных
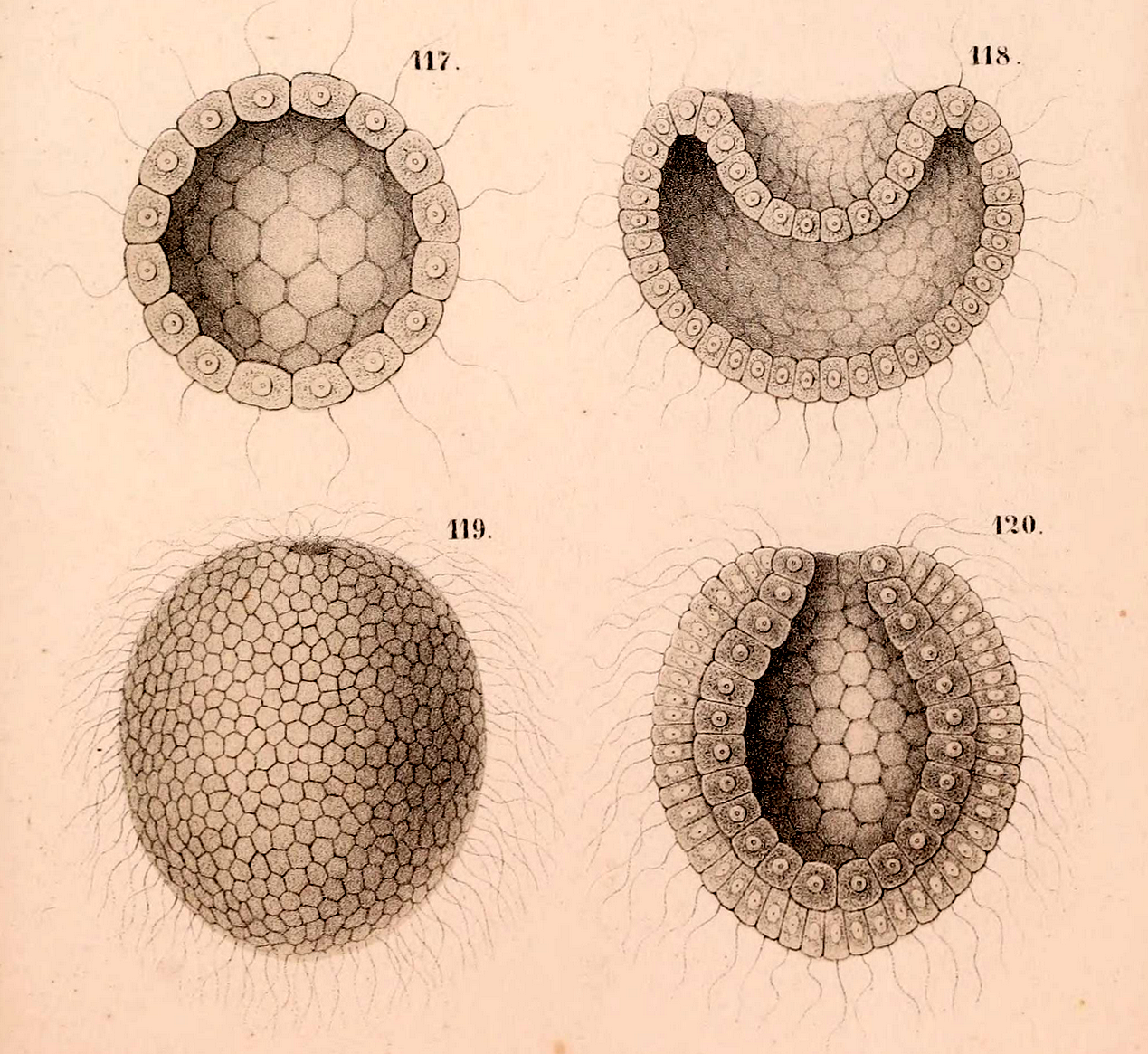
Гастрея, рисунок Э. Геккеля
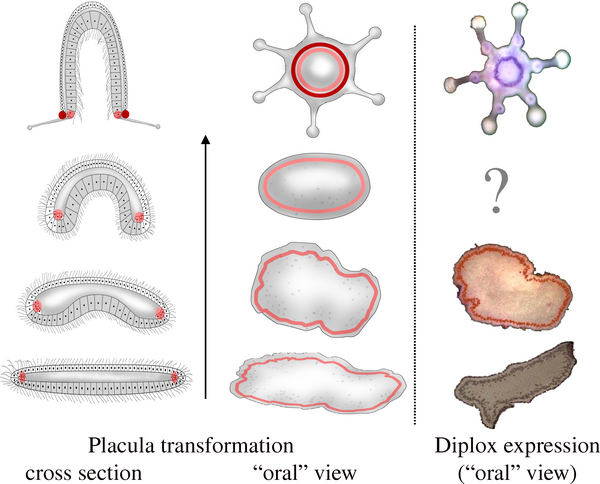
Плакула, современная интерпретация
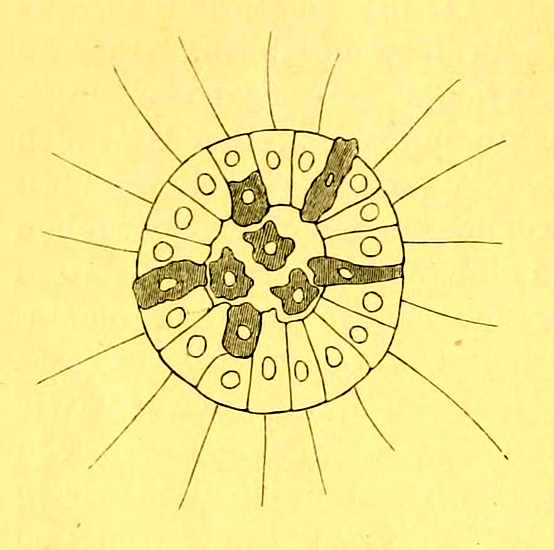
Фагоцителла, рисунок И. Мечникова
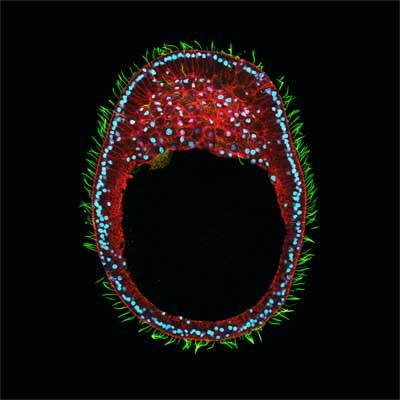
Планула, на фото изображена гаструляция у настоящей планулы стрекающего